# Lijst van burgemeesters van Ruinerwold
Dit is een lijst van burgemeesters van de voormalige Nederlandse gemeente Ruinerwold in de provincie Drenthe.
| Ambtsperiode | Naam burgemeester                | Leven      | Partij of stroming | Bijzonderheden                                                                                    |
| ------------ | -------------------------------- | ---------- | ------------------ | ------------------------------------------------------------------------------------------------- |
| 1811 - 1826  | Jacob (J.H.) Brouwer             | <1760-1826 |                    | Begon als schout in 1795, in 1811 werd hij maire, in 1813 opnieuw schout en in 1825 burgemeester. |
| 1826 - 1832  | Mr. Evert (E.) Schukking         | 1778-1849  |                    |                                                                                                   |
| 1832 - 1869  | Mr. Jan Timen Nijsingh           | 1801-1869  |                    |                                                                                                   |
| 1869 - 1909  | Martinus Johannes Bosma          | 1839-1909  |                    |                                                                                                   |
| 1909 - 1934  | Klaas (K.) Buiten                | 1864-1937  |                    |                                                                                                   |
| 1934 - 1968  | Mr.dr. Willem Sebastiaan Gelinck | 1903-1973  |                    |                                                                                                   |
| 1945 - 1945  | E.S. van Veen                    | 1902-1976  | CHU                | Waarnemend.                                                                                       |
| 1968 - 1974  | Mr. W.J.P. van Notten            | *1934      | VVD                |                                                                                                   |
| 1974 - 1982  | Drs. Job (J.A.G.) van der Steur  | *ca. 1938  | VVD                |                                                                                                   |
| 1983 - 1991  | Willem (W.E.) Witteveen          | 1931-2000  | VVD                |                                                                                                   |
| 1989 - 1991  | Mr. Leo (L.A.) van Splunder      | 1924-2005  | CDA                | Waarnemend.                                                                                       |
| 1991 - 1994  | Roel (R.S.) Cazemier             | *1959      | VVD                |                                                                                                   |
| 1994 - 1995  | Roelf (R.S.) Hofstee Holtrop     | 1926-2014  | VVD                | Waarnemend.                                                                                       |
| 1995 - 1997  | Louis (L.J.) Lyklema             | *1946      | VVD                | Waarnemend.                                                                                       |